# Riccardo Magrini
Riccardo Magrini (Montecatini Terme, 26 december 1954) is een voormalig Italiaans wielrenner. Later werd Magrini ploegleider, onder andere van Marco Pantani.

## Belangrijkste overwinningen
1982(1982)
1983
- 9e etappe Ronde van Italië
- 7e etappe Ronde van Frankrijk

## Resultaten in voornaamste wedstrijden
| Jaar | Ronde van Italië | Ronde van Frankrijk | Ronde van Spanje |
| ---- | ---------------- | ------------------- | ---------------- |
| 1977 | 94e              |                     |                  |
| 1978 | opgave           |                     |                  |
| 1979 |                  | opgave              |                  |
| 1980 | opgave           |                     |                  |
| 1981 | 30e              |                     |                  |
| 1982 | opgave           |                     |                  |
| 1983 | 71e (1)          | opgave (1)          |                  |
| 1984 | 103e             |                     |                  |
| 1985 | opgave           |                     |                  |
| 1986 | opgave           |                     |                  |

| Jaar | Milaan-San Remo |
| ---- | --------------- |
| 1977 |                 |
| 1978 |                 |
| 1979 | 95e             |
| 1980 |                 |
| 1981 | 70e             |
| 1982 |                 |
| 1983 |                 |
| 1984 |                 |
| 1985 | 85e             |
| 1986 |                 |